# توروسزکزیزنا
توروسزکزیزنا (به لاتین: Turowszczyzna) یک منطقهٔ مسکونی در لهستان است که در Gmina Czeremcha واقع شده‌است.